# Divize A 1969/1970
V soubojích 5. ročníku České divize A 1969/70 se utkalo 14 týmů dvoukolovým systémem podzim – jaro. Tento ročník začal v srpnu 1969 a skončil v červnu 1970.

## Nové týmy v sezoně 1969/70
Z 2. ligy – sk. A 1968/69 nikdo nesestoupil. Z krajských přeborů ročníku 1968/69 postoupila mužstva TJ Jiskra Domažlice, TJ Dynamo ZČE Plzeň a VTJ Dukla Domažlice ze západočeského krajského přeboru, TJ Dynamo České Budějovice, TJ Škoda České Budějovice a VTJ Dukla Jindřichův Hradec z jihočeského krajského přeboru. Také sem bylo přeřazeno mužstvo TJ Spartak Radotín z Divize C.

## Výsledná tabulka
Zdroj: 
| Poř. | Tým                                 | Z  | V  | R  | P  | VG | OG | B  |
| ---- | ----------------------------------- | -- | -- | -- | -- | -- | -- | -- |
| 1.   | TJ Dynamo České Budějovice          | 26 | 17 | 5  | 4  | 61 | 27 | 39 |
| 2.   | VTJ Dukla Tachov                    | 26 | 9  | 12 | 5  | 44 | 25 | 30 |
| 3.   | TJ Škoda České Budějovice           | 26 | 12 | 5  | 9  | 47 | 27 | 29 |
| 4.   | TJ Spartak Radotín                  | 26 | 12 | 5  | 9  | 51 | 41 | 29 |
| 5.   | VTJ Dukla Písek                     | 26 | 10 | 8  | 8  | 44 | 43 | 28 |
| 6.   | TJ Jiskra Domažlice                 | 26 | 8  | 12 | 6  | 46 | 47 | 28 |
| 7.   | TJ KŽ Králův Dvůr                   | 26 | 11 | 4  | 11 | 44 | 49 | 26 |
| 8.   | TJ Dynamo ZČE Plzeň                 | 26 | 9  | 7  | 10 | 35 | 44 | 25 |
| 9.   | TJ Lokomotiva Plzeň                 | 26 | 11 | 2  | 13 | 41 | 38 | 24 |
| 10.  | VTJ Dukla Jindřichův Hradec         | 26 | 8  | 8  | 10 | 34 | 39 | 24 |
| 11.  | VTJ Dukla Hraničář České Budějovice | 26 | 9  | 6  | 11 | 38 | 48 | 24 |
| 12.  | TJ Spartak Pelhřimov                | 26 | 8  | 6  | 12 | 27 | 39 | 22 |
| 13.  | VTJ Dukla Domažlice                 | 26 | 6  | 7  | 13 | 45 | 56 | 19 |
| 14.  | TJ Jiskra Humpolec                  | 26 | 6  | 5  | 15 | 43 | 78 | 17 |

Poznámky:
- Z = Odehrané zápasy; V = Vítězství; R = Remízy; P = Prohry; VG = Vstřelené góly; OG = Obdržené góly; B = Body

|  | Postup do 3. ligy – sk. A 1970/71                |
|  | Sestup do příslušného oblastního přeboru 1970/71 |